# Dischidia asperifolia
Dischidia asperifolia är en oleanderväxtart som beskrevs av Rudolf Schlechter. Dischidia asperifolia ingår i släktet Dischidia och familjen oleanderväxter. Inga underarter finns listade i Catalogue of Life.